# Мюллер, Фридрих (лингвист)
Фри́дрих Мю́ллер (нем. Friedrich Müller) (6 марта 1834 — 25 мая 1898) — австрийский лингвист; один из первых арменистов и иранистов Европы.

## Биография
Родился в 1834 году в Йемнице. Учился в Гёттингенском и Венском (1853—1857) университетах. С 1858 по 1866 год был библиотекарем Венского университета, в котором в 1860 году был утверждён доцентом; затем стал в нём экстраординарным и ординарным (1869) профессором сравнительного языкознания и санскрита. Занимался исследованием лингвистической этнографии.
В 1876 году он ввёл в широкое употребление термин «семито-хамитские языки» (впервые идею о существовании такой языковой общности выдвинул К. Лепсиус в 1860-е гг.) и предложил первый вариант деления этих языков на основные группы.
Его главные труды:
«Лингвистический отдел» и «Этнографический отдел» в «Reise der oesterreichisch en Fregatte Novara» (Вена, 1867 и 1868),
- «Allgemeine Ethnographie» (Вена, 1873, 2 изд., 1879)
- «Grundriss der Sprachwissenschaft» (т. 1 — 4, Вена, 1876—1887).